# جورج نيلسون كوفي
جورج نيلسون كوفي (بالإنجليزية: George Nelson Coffey)‏ هو عالم زراعة أمريكي، ولد في 17 يناير 1875 في Patterson, North Carolina ‏ في الولايات المتحدة، وتوفي في 4 أكتوبر 1967 في ووستير في الولايات المتحدة.